# 81 Dywizjon Pancerny

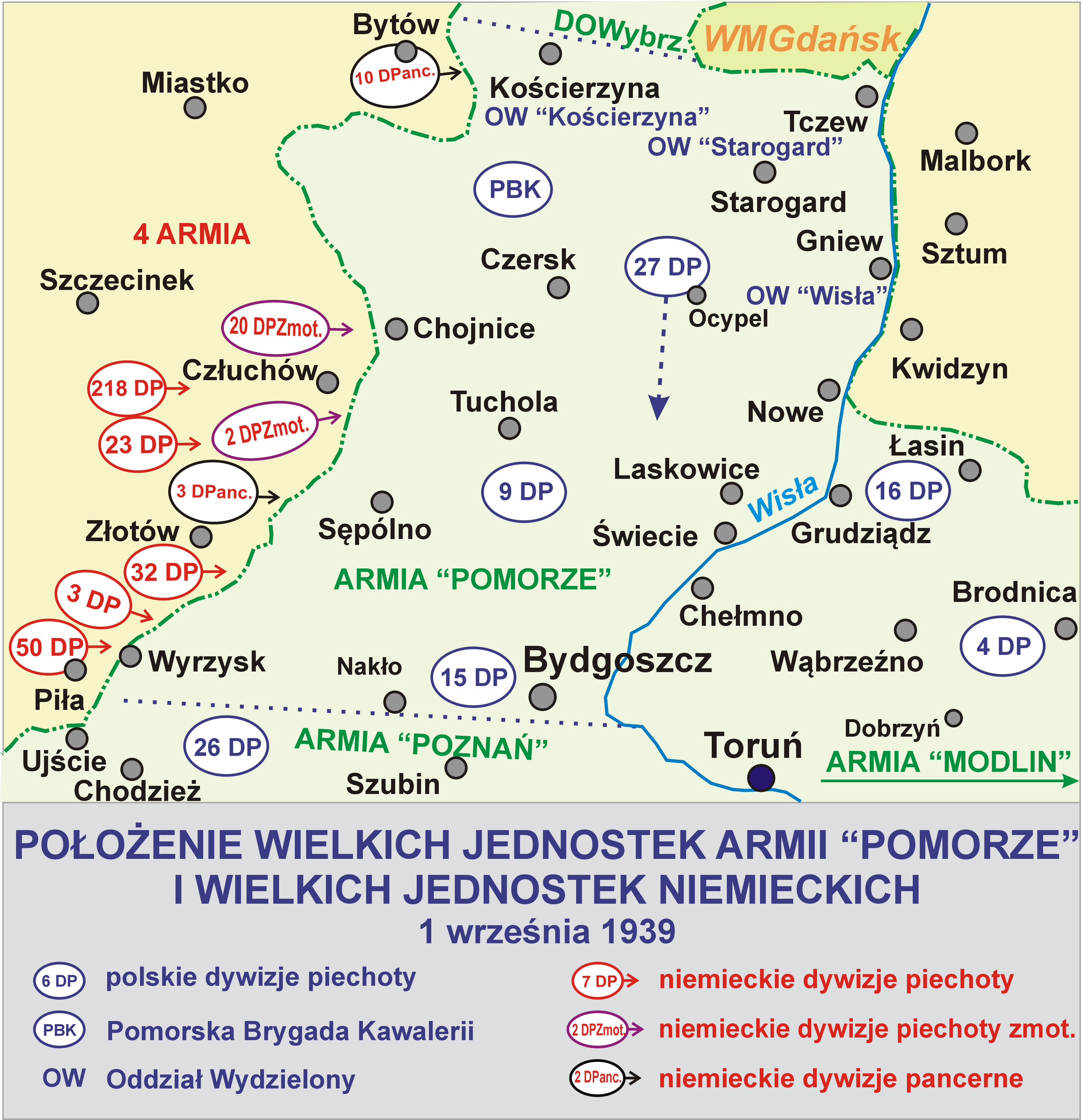
Dywizjon walczył w składzie PBK

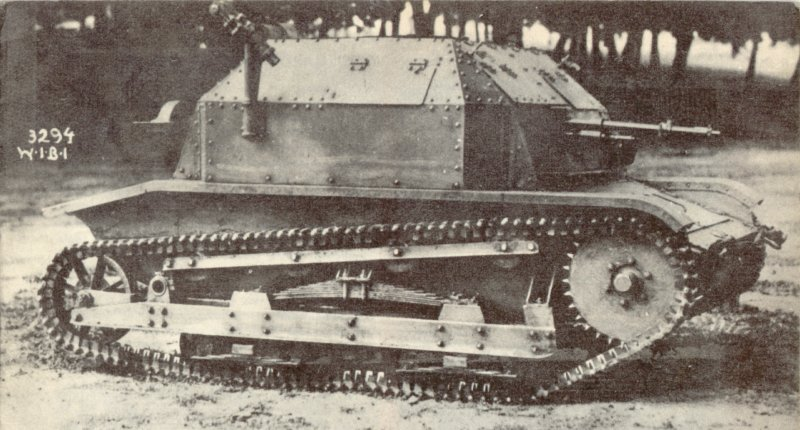
czołg TK-3

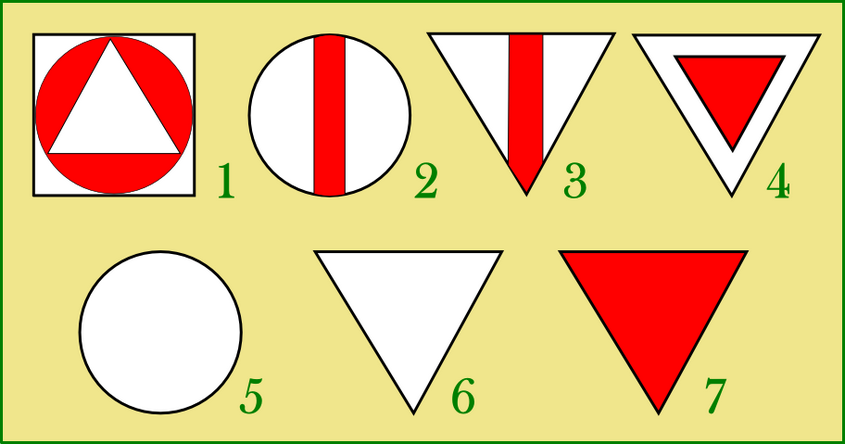
Znaki taktyczne malowane na czołgach lekkich i rozpoznawczych

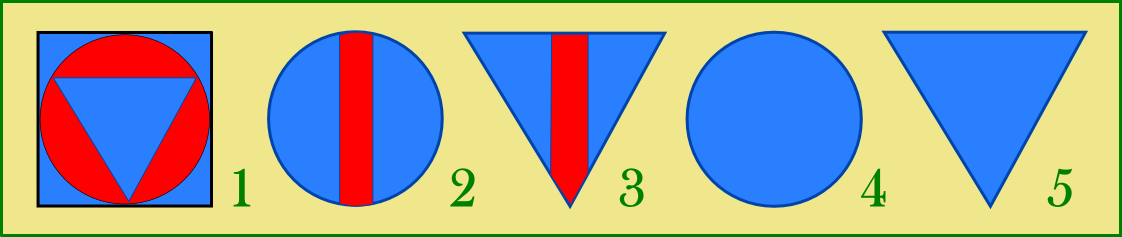
Znaki taktyczne malowane na pojazdach pancernych

81 Dywizjon Pancerny – pancerny pododdział rozpoznawczy Wojska Polskiego II Rzeczypospolitej.

## 81 dpanc w kampanii wrześniowej

### Mobilizacja
Dywizjon nie występował w organizacji pokojowej wojska. Został sformowany w sierpniu 1939 roku w Bydgoszczy dla Pomorskiej Brygady Kawalerii w grupie jednostek oznaczonych kolorem niebieskim. Jednostką mobilizującą był 8 batalion pancerny.  
81 dywizjon pancerny został sformowany w dniach 24-26 sierpnia w ramach mobilizacji alarmowej.  Dywizjon składał się z dwóch szwadronów: samochodów pancernych, czołgów rozpoznawczych i plutonu techniczno–gospodarczego. Pierwszy z wymienionych pododdziałów uzbrojony był w siedem samochodów pancernych wzór 1934-II, natomiast drugi szwadron w dziesięć czołgów rozpoznawczych TK-3, oraz trzy TKS uzbrojone w 20 mm najcięższe karabiny maszynowe wzór 1938 (czwarty TKS został uszkodzony prawdopodobnie w trakcie transportu - odesłany do warsztatów naprawczych we Włocławku). Pojazdy pancerne oprócz TKS były mocno wyeksploatowane, brakowało części zamiennych do nich. Amunicja kal. 20 mm do nkm wz. 38 FK była w mocno ograniczonej ilości. 26 sierpnia dywizjon wyruszył marszem kołowym do miejscowości Gotelb 6 km na północ od Czerska. Tam wszedł w skład Pomorskiej Brygady Kawalerii wchodzącej w skład Grupy Osłonowej "Czersk" Armii "Pomorze".  

### Działania bojowe
1 września szwadron samochodów pancernych dywizjonu został przydzielony do 16 pułku ułanów z którym ubezpieczał mosty na Brdzie koło m. Męcikał prowadził walki z patrolami niemieckimi utracił motocykl z obsadą, wziął jeńców. Od godz. 17.00 szwadron czołgów przybył do Sternowa i dokonał wypadu w kierunku Białej Cerkwi na korzyść 18 pułku ułanów ostrzeliwując pododdział piechoty niemieckiej na ciężarówkach zadając mu duże straty osobowe. Wieczorem szwadron czołgów bez strat powrócił do Czerska. Nocą 1/2 września 81 dywizjon odjechał w kierunku Wierzchucina. Po nocnym marszu dywizjon dotarł do dworu Lniano, w trakcie marszu zatarto silnik w jednym nowym TKS. 2 września szwadron czołgów por. Czerniewskiego obsadził przeprawy przez Brdę i ubezpieczał odwrót Pomorskiej BK. Szwadron samochodów pancernych odjechał w kierunku miejscowości Błądzim rozpoznając drogi odwrotu ku Wiśle i Bydgoszczy, utracił następny motocykl z obsadą. 81 dpanc podjął na rozkaz gen. Skotnickiego szybki nocny marsz z rejonu Błądzimia i Lniano w kierunku wsi Kusowo na północ od Bydgoszczy. W tym dniu stoczono potyczkę pod Topolinkiem. 81 dywizjon pancerny przebił się do Bydgoszczy wraz z pozostałościami Pomorskiej BK, w walce utracono jeden czołg TK-3 i samochód pancerny oraz 3 czołgi i 1 samochód pancerny na skutek awarii i zużycia, rannych zostało dwóch czołgistów, w tym por. Welke. Również utracono kilka samochodów taboru dywizjonu. 3 września dywizjon odpoczywał i naprawiał zużyty sprzęt. Nocą 3/4 września wycofał się przez most na Brdzie w Lęgnowie, gdzie był atakowany przez niemieckich dywersantów. 4 września dywizjon odjechał do rejonu Cierpic i przystąpił do napraw i przeglądów sprzętu pancernego. Od 5 września dywizjon patrolował i rozpoznawał przedpola na północ od Torunia w kierunku Chełmży. 6 września ponowne rozpoznanie kończy się walką szwadronu samochodów pancernych w Wypcznej, w jej wyniku zniszczono gniazdo km, zdobyto rkm, utracono dwa samochody pancerne i motocykl i ponadto zostało rannych 4 żołnierzy. Wieczorem 6 września 81 dpanc na rozkaz gen. bryg. Stanisława Grzmot-Skotnickiego wyruszył do Ośrodka Zapasowego, czołgi TK-3 załadowano na samochody ciężarowe, a pozostałe samochody pancerne wzięto na hol. Poprzez Konecko, Piotrków Kujawski i Kutno dywizjon 8 września dojechał do Warszawy. Po odpoczynku i uzupełnieniu paliwa w koszarach 3 batalionu pancernego, 9 września dywizjon przez Garwolin, Stoczek dojechał do Turowa 10 września rano, gdzie odpoczywał i usuwał usterki w pojazdach. 11 września do dywizjonu dołączyła z Brześcia zagubiona część plutonu techniczno-gospodarczego z kpt. Karakiewiczem wraz paliwem i wyposażeniem. Od 12 do 14 września dywizjon dojechał do Łucka, gdzie dołączył do Ośrodka Zapasowego Broni Pancernych nr 1. Z 81 dywizjonu wyodrębniono pluton pancerny w składzie czołgu TKS z 20 mm nkm wz. 38 FK i dwoma samochodami pancernymi wz. 34 oraz pojazdami pomocniczymi pod dowództwem por. Chachaja. Został podporządkowany mjr. Stanisławowi Glińskiemu, który organizował zmotoryzowany "Oddział Rozpoznawczy". Pozostałość dywizjonu poprzez Nadwórną dotarła 16 września do Strusowa koło Trembowli. 17 września pozostałość 81 dywizjonu pancernego w sile 120 żołnierzy na 16 samochodach ciężarowych, kilku terenowych i osobowych skierowała się w stronę Buczacza i granicy rumuńskiej, zaskoczona i częściowo okrążona przez sowieckie czołówki pancerne, częściowo dostaje się do niewoli. Jadąca na czele kolumny grupa pojazdów z mjr. Szystowskim zdołała przejechać przed zamknięciem okrążenia. 18 września mjr Szystowski z por. Czerniewskim, ppor. Hillerem i Chromińskim oraz resztki dywizjonu przekroczyły granicę rumuńską. Pluton pancerny por. Chachaja przedarł się z oddziałem mjr. Glińskiego na Węgry.

## Struktura i obsada personalna batalionu
Obsada personalna we wrześniu 1939:
- dowódca – mjr br. panc. Franciszek Szystowski
- adiutant – por. br. panc. Otton Jerzy Duchiewicz
- dowódca szwadronu czołgów – por. br. panc. Witold Anatoliusz Czerniewski
  - dowódca I plutonu – por. piech. Jan Welke (ranny 3 IX 1939)
  - dowódca II plutonu – ppor. br. panc. rez. Janusz Paweł Martyszewski (†1940 Katyń[11])
- dowódca szwadronu samochodów pancernych – kpt. br. panc. Mieczysław Brzozowski (†1940 Charków[12])
  - dowódca I plutonu – por. br. panc. Włodzimierz Antoni Chachaj
  - dowódca II plutonu – sierż. pchor. rez. Zygmunt Chromiński
- dowódca plutonu techniczno–gospodarczego – kpt. br. panc. Tadeusz Karakiewicz (†1940 Katyń[13])

Struktura organizacyjna:
- Dowództwo (poczet dowódcy 1 samochód pancerny wzór 34II)
- szwadron samochodów pancernych (7 wozów bojowych wzór 34-II)
- szwadron czołgów rozpoznawczych - (13 czołgów TK)
- pluton techniczno - gospodarczy